# Samba de Oro

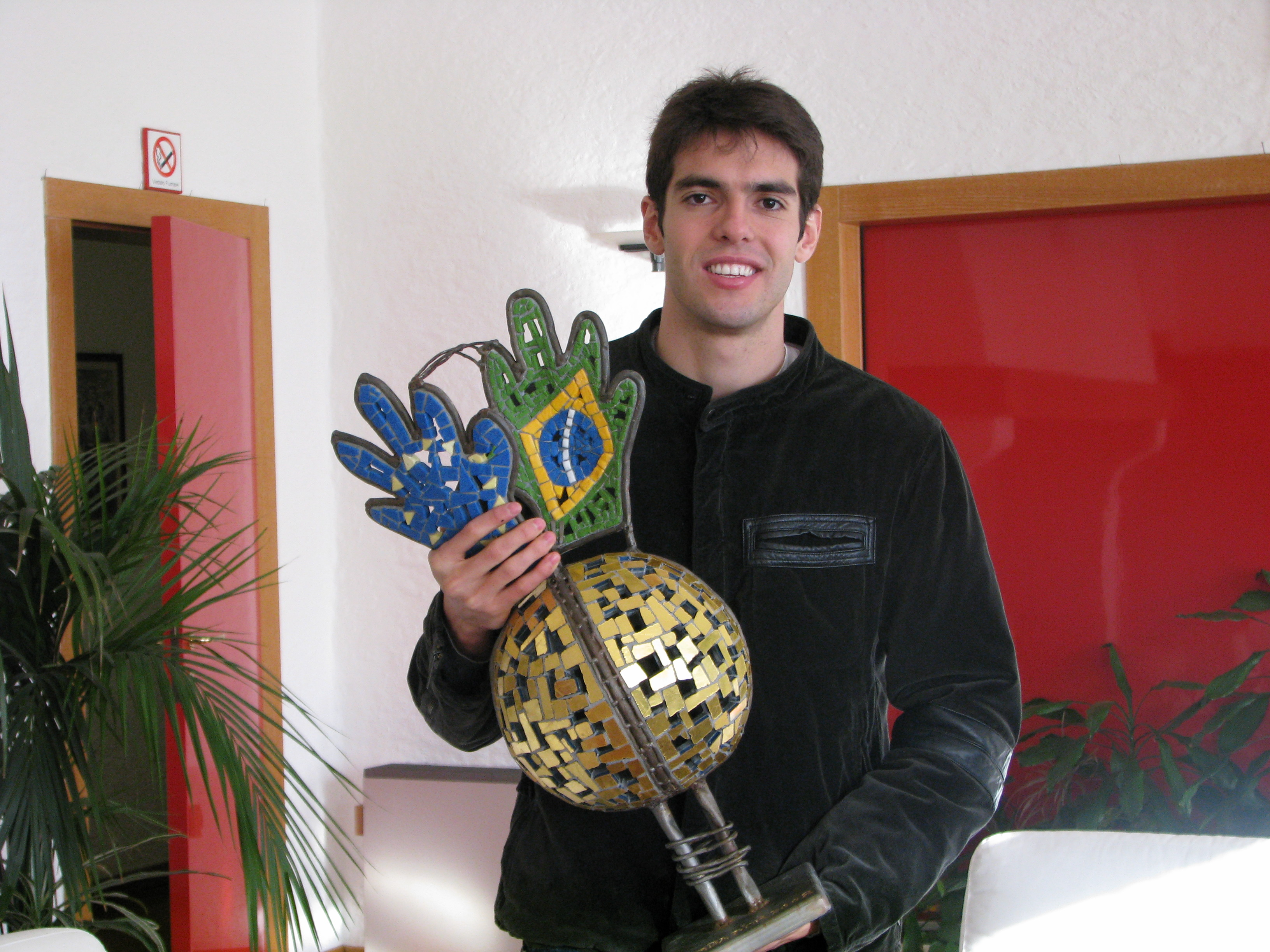
Kaká con el Samba de Oro 2008 en Milanello.

El Samba de Oro (Samba d'Or) es un premio creado por la asociación francesa Sambafoot, que dedica cada año al mejor jugador brasileño en Europa. Treinta jugadores compiten por el título, que se celebró por primera vez en 2008.
Los votantes del Samba de Oro integran tres grupos distintos: el primero consistente en los internautas del site Sambafoot.com, el segundo formado por un grupo de once "grandes electores", todos profesionales de fútbol, elegidos por la asociación, y el tercero constituido por los miembros de la Asociación Sambafoot.
El jugador del AC Milan, Kaká, ganó el primero en 2008 con el 25% de los votos, seguido por el 14% de Robinho y Luís Fabiano, con el 13%. El máximo galardonado hasta la fecha es Neymar, con cinco trofeos.

## Palmarés
| Year | Primero           | Club                | Resultado | Segundo           | Club              | Resultado | Tercero         | Club                | Resultado |
| ---- | ----------------- | ------------------- | --------- | ----------------- | ----------------- | --------- | --------------- | ------------------- | --------- |
| 2008 | Kaká              | Milan               | 25.03%    | Robinho           | Manchester City   | 14.34%    | Luís Fabiano    | Sevilla             | 13.65%    |
| 2009 | Luís Fabiano      | Sevilla             | 20.91%    | Júlio César       | Inter Milan       | 17.58%    | Kaká            | Real Madrid         | 16.35%    |
| 2010 | Maicon            | Inter Milan         | 12.60%    | Hernanes          | Lazio             | 10.76%    | Thiago Silva    | Milan               | 9.56%     |
| 2011 | Thiago Silva      | Milan               | 16.33%    | Dani Alves        | Barcelona         | 15.56%    | Hulk            | Porto               | 14.41%    |
| 2012 | Thiago Silva      | Paris Saint-Germain | 17.70%    | Ramires           | Chelsea           | 17.04%    | Willian         | Shakhtar Donetsk    | 10.19%    |
| 2013 | Thiago Silva      | Paris Saint-Germain | 24.19%    | Dante             | Bayern Munich     | 14.63%    | Oscar           | Chelsea             | 8.20%     |
| 2014 | Neymar            | Barcelona           | 29.20%    | Miranda           | Atlético Madrid   | 16.39%    | Felipe Melo     | Galatasaray         | 16.01%    |
| 2015 | Neymar            | Barcelona           | 37.87%    | Douglas Costa     | Bayern Munich     | 13.00%    | Felipe Melo     | Inter               | 9.39%     |
| 2016 | Philippe Coutinho | Liverpool           | 32.13%    | Neymar            | Barcelona         | 27.88%    | Casemiro        | Real Madrid         | 13.35%    |
| 2017 | Neymar            | Paris Saint-Germain | 27.71%    | Philippe Coutinho | Liverpool         | 16.64%    | Marcelo         | Real Madrid         | 14.43%    |
| 2018 | Roberto Firmino   | Liverpool           | 21.79%    | Marcelo           | Real Madrid       | 20.51%    | Neymar          | Paris Saint-Germain | 18.67%    |
| 2019 | Alisson Becker    | Liverpool           | 35.54%    | Roberto Firmino   | Liverpool         | 23.48%    | Neymar          | Paris Saint-Germain | 10.46%    |
| 2020 | Neymar            | Paris Saint-Germain | 10.46%    | Bruno Guimarães   | Olympique de Lyon |           | Casemiro        | Real Madrid C. F.   |           |
| 2021 | Neymar            | Paris Saint-Germain | 42.77%    | Vinícius Júnior   | Real Madrid C. F. | 14.45%    | Lucas Veríssimo | SL Benfica          | 10.65%    |
| 2022 | Neymar            | Paris Saint-Germain |           |                   |                   |           |                 |                     |           |